# Tina Trstenjak
Tina Trstenjak (* 24. August 1990 in Celje) ist eine ehemalige slowenische Judoka und Olympiasiegerin in der Gewichtsklasse bis 63 Kilogramm.

## Sportliche Karriere
Ihre ersten Erfolge feierte Trstenjak, die seit Beginn ihrer Karriere in der Gewichtsklasse bis 63 kg antritt, bei den Europameisterschaften. 2013 gewann sie die Bronzemedaille, 2014 erreichte sie das Finale und landete am Ende auf dem zweiten Platz. Bei den Europaspielen 2015 in Baku, die gleichzeitig als Europameisterschaft zählten, gewann sie erneut Silber. 2016 wurde sie in Kasan Europameisterin. Bei Weltmeisterschaften gewann sie 2014 mit Bronze ihre erste Medaille, ehe sie im Jahr darauf Weltmeisterin wurde. Ihren Karrierehöhepunkt erlebte Trstenjak beim Olympischen Judoturnier 2016 in Rio de Janeiro mit dem Gewinn der Goldmedaille. Für diesen Erfolg wurde sie Ende 2016 zur slowenischen Sportlerin des Jahres gewählt.
2017 gewann sie den Titel bei den Europameisterschaften. Im Finale der Weltmeisterschaften in Budapest unterlag sie der Französin Clarisse Agbegnenou. Im Jahr darauf verlor sie im Finale der Europameisterschaften ebenfalls gegen die Französin. Bei den Weltmeisterschaften 2018 erkämpfte sie eine Bronzemedaille. Fünf Jahre nach ihrem Olympiasieg erreichte sie bei den Olympischen Spielen in Tokio erneut das Finale und erhielt die Silbermedaille hinter Agbegnenou.
Zum Jahresende 2022 beendete Tina Trstenjak ihre Karriere im Leistungssport.